# Vince Gilligan
George Vincent Gilligan, Jr. (Richmond, 10 de febrero de 1967), conocido como Vince Gilligan, es un guionista, director y productor estadounidense. Es el creador de la aclamada serie televisiva Breaking Bad y su spin-off Better Call Saul. Gilligan también ha trabajado en las series The X Files y Los pistoleros solitarios. Se graduó de la Escuela de Arte Tisch de la Universidad de Nueva York.

## Primeros años
Gilligan nació en Richmond, Virginia, y creció entre Farmville y el condado de Chesterfield. Después de graduarse de la Escuela Secundaria L.C. Bird, asistió a la Universidad de Nueva York, donde obtuvo un título en Artes especializado en Producción cinematográfica otorgado por la Escuela de Arte Tisch. En la universidad, escribió el guion de Home Fries, que más tarde se convertiría en una película protagonizada por Drew Barrymore y Luke Wilson. En 1989, Gilligan recibió el premio al mejor guion otorgado por el gobernador de Virginia por este libreto.

## Carrera

### The X-Files
La gran oportunidad de Gilligan llegó cuando se unió al equipo de guionistas del drama televisivo The X Files, emitido por la cadena Fox. Gilligan era fan de la serie, y le envió un guion a Fox que se convertiría en el episodio Soft Light de la segunda temporada. Más tarde escribió 26 episodios más, además de haber participado como productor ejecutivo adjunto en 44 episodios, como productor ejecutivo de 40, como coproductor de 24 y como productor supervisor de 20. Después de The X-Files, trabajó como productor ejecutivo de los trece episodios de Los pistoleros solitarios.

### Breaking Bad
Gilligan es principalmente reconocido por haber creado, escrito, dirigido y producido el drama televisivo Breaking Bad, emitido por la señal AMC.
En 2008, fue nominado para un Premio Emmy a la mejor dirección de serie dramática por el episodio piloto; en 2012, volvió a ser nominado en la misma categoría por el episodio Face Off.

## Filmografía

### Cine
| Año  | Película                        | Rol                  | Notas                           |
| ---- | ------------------------------- | -------------------- | ------------------------------- |
| 1993 | Wilder Napalm                   | Guionista            |                                 |
| 1998 | Home Fries                      | Guionista            |                                 |
| 2008 | Hancock                         | Coguionista          | Guion de Gilligan y Vincent Ngo |
| 2019 | El Camino: A Breaking Bad Movie | Guionista y Director |                                 |

### Televisión

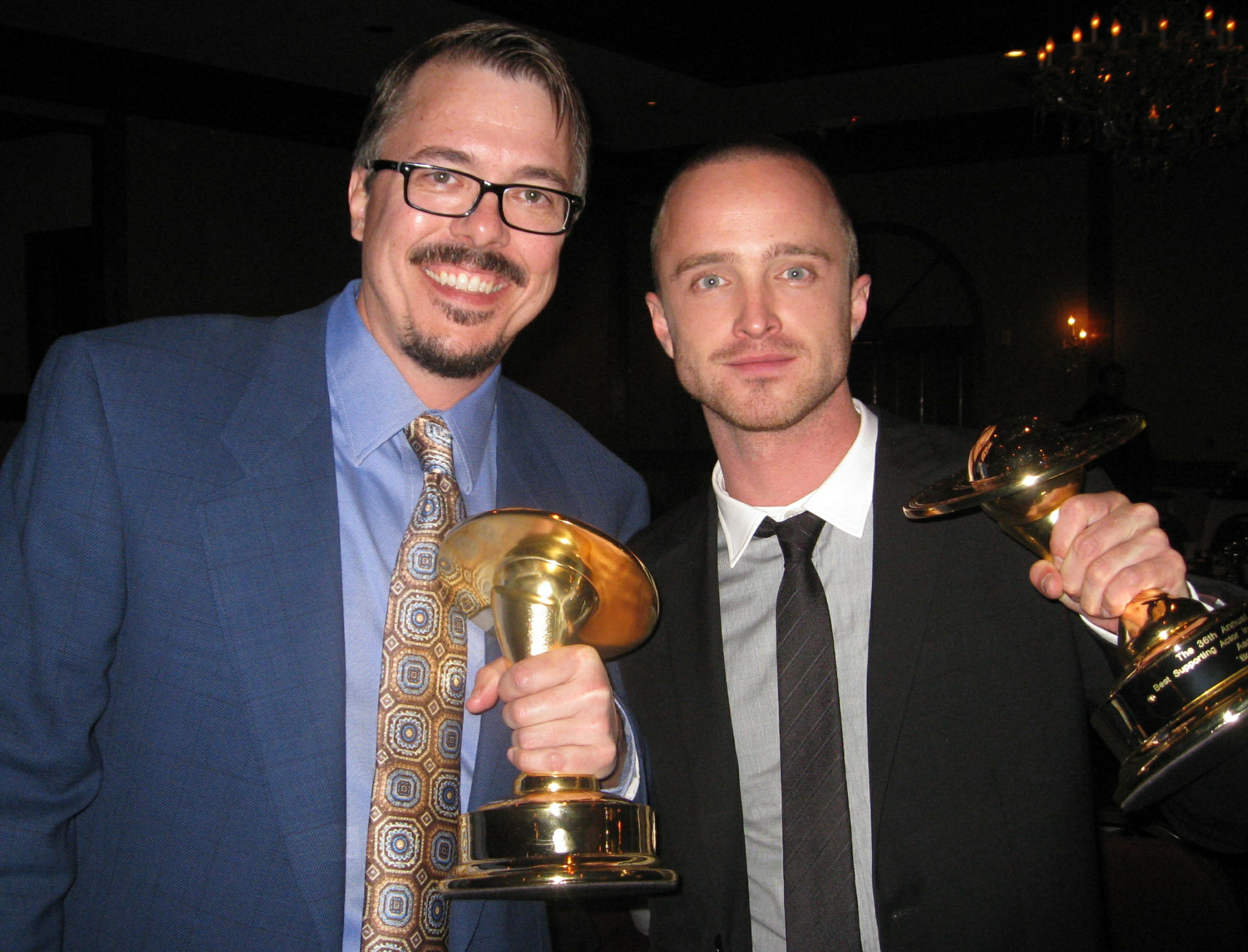
Vince Gilligan y Aaron Paul en la entrega 36 de los Premios Saturn.

| Año       | Título                    | Creador | Director | Escritor | Productor ejecutivo |
| --------- | ------------------------- | ------- | -------- | -------- | ------------------- |
| 1995-2002 | The X-Files               | No      | Sí       | Sí       | Sí                  |
| 1999-2000 | Harsh Realm               | No      | No       | No       | Sí                  |
| 2001      | Los Pistoleros Solitarios | Sí      | No       | Sí       | Sí                  |
| 2002      | Robbery Homicide Division | No      | No       | Sí       | No                  |
| 2005      | The Night Stalker         | No      | No       | Sí       | No                  |
| 2007      | A.M.P.E.D.                | Sí      | No       | Sí       | Sí                  |
| 2008-2013 | Breaking Bad              | Sí      | Sí       | Sí       | Sí                  |
| 2015-2022 | Better Call Saul          | Sí      | Sí       | Sí       | Sí                  |
| 2015      | Battle Creek              | Sí      | No       | Sí       | Sí                  |
| 2025      | Pluribus                  | Sí      | Sí       | Sí       | Sí                  |

#### Guionista
| Año  | Programa                  | Temporada | Nombre del episodio              | Episodio | Fecha de emisión original | Notas |
| ---- | ------------------------- | --------- | -------------------------------- | -------- | ------------------------- | --- |
| 2022 | Better Call Saul          | 6         | "Waterworks"                     | 12       | 8 de agosto de 2022       | |
| 2022 | Better Call Saul          | 6         | "Point and Shoot"                | 8        | 11 de julio de 2022       | Solo director |
| 2022 | Better Call Saul          | 6         | "Carrot and Stick"               | 2        | 18 de abril de 2022       | Solo director |
| 2020 | Better Call Saul          | 5         | "Bagman"                         | 8        | 6 de abril de 2020        | Solo director |
| 2018 | Better Call Saul          | 4         | "Wiedersehen"                    | 9        | 1 de octubre de 2018      | Solo director |
| 2017 | Better Call Saul          | 3         | "Witness"                        | 2        | 17 de abril de 2017       | Solo director |
| 2017 | Better Call Saul          | 3         | "Mabel"                          | 1        | 10 de abril de 2017       | Director y Guion de Gilligan & Peter Gould                                                                                   |
| 2016 | Better Call Saul          | 2         | "Klick"                          | 10       | 18 de abril de 2016       | Director y Guion de Gilligan & Heather Marion                                                                                |
| 2015 | Better Call Saul          | 1         | "Uno"                            | 1        | 8 de febrero de 2015      | Director y Guion de Gilligan & Peter Gould                                                                                   |
| 2015 | Battle Creek              | 1         | "The Battle Creek Way"           | 1        | 1 de marzo de 2015        | |
| 2013 | Breaking Bad              | 5         | "Felina"                         | 16       | 29 de septiembre de 2013  | También fue director |
| 2012 | Breaking Bad              | 5         | "Madrigal"                       | 2        | 22 de julio de 2012       | |
| 2012 | Breaking Bad              | 5         | "Live Free or Die"               | 1        | 15 de julio de 2012       | |
| 2011 | Breaking Bad              | 4         | "Face Off"                       | 13       | 9 de octubre de 2011      | También fue director Nominado para un premio Emmy                                                                            |
| 2011 | Breaking Bad              | 4         | "Box Cutter"                     | 1        | 17 de julio de 2011       | Premio del Writers Guild of America al mejor guion en un episodio de drama                                                   |
| 2010 | Breaking Bad              | 3         | "Full Measure"                   | 13       | 13 de junio de 2010       | También fue director |
| 2010 | Breaking Bad              | 3         | "No Mas"                         | 1        | 21 de marzo de 2010       | |
| 2009 | Breaking Bad              | 2         | "ABQ"                            | 13       | 31 de mayo de 2009        | |
| 2009 | Breaking Bad              | 2         | "Peekaboo"                       | 6        | 12 de abril de 2009       | Guion de Gilligan & J. Roberts                                                                                               |
| 2008 | Breaking Bad              | 1         | "Cancer Man"                     | 4        | 17 de febrero de 2008     | |
| 2008 | Breaking Bad              | 1         | "...And the Bag's in the River"  | 3        | 10 de febrero de 2008     | |
| 2008 | Breaking Bad              | 1         | "Cat's in the Bag..."            | 2        | 27 de enero de 2008       | |
| 2008 | Breaking Bad              | 1         | "Pilot"                          | 1        | 20 de enero de 2008       | También fue director Premio del Writers Guild of America al mejor guion en un episodio de drama Nominado para un premio Emmy |
| 2005 | Night Stalker             | 1         | "What's the Frequency, Kolchak?" | 10       | 17 de marzo de 2006       | |
| 2002 | Robbery Homicide Division | 1         | "Life is Dust"                   | 9        | 30 de noviembre de 2002   | Guion de Gilligan & Todd A. Kessler & Sean Jablonski (historia por Michael Mann)                                             |
| 2002 | Robbery Homicide Division | 1         | "City of Strivers"               | 7        | 8 de noviembre de 2002    | |
| 2002 | Robbery Homicide Division | 1         | "Free and Clear"                 | 4        | 30 de noviembre de 2002   | Guion de Gilligan & Frank Spotnitz                                                                                           |
| 2002 | The X-Files               | 9         | "Sunshine Days"                  | 18       | 12 de mayo de 2002        | |
| 2002 | The X-Files               | 9         | "Jump the Shark"                 | 15       | 21 de abril de 2002       | Guion de Gilligan, John Shiban & Frank Spotnitz                                                                              |
| 2002 | The X-Files               | 9         | "John Doe"                       | 7        | 13 de enero de 2002       | |
| 2001 | Los pistoleros solitarios | 1         | "All About Yves"                 | 13       | 11 de mayo de 2001        | Guion de Gilligan, John Shiban & Frank Spotnitz                                                                              |
| 2001 | Los pistoleros solitarios | 1         | "Maximum Byers"                  | 8        | 13 de abril de 2001       | Guion de Gilligan & Frank Spotnitz                                                                                           |
| 2001 | Los pistoleros solitarios | 1         | "Pilot"                          | 1        | 4 de marzo de 2001        | Guion de Gilligan, Chris Carter, John Shiban & Frank Spotnitz                                                                |
| 2000 | The X-Files               | 8         | "Roadrunners"                    | 4        | 26 de noviembre de 2000   | |
| 2000 | The X-Files               | 7         | "Je Souhaite"                    | 21       | 14 de mayo de 2000        | |
| 2000 | The X-Files               | 7         | "Theef"                          | 14       | 12 de marzo de 2000       | Guion de Gilligan, John Shiban & Frank Spotnitz                                                                              |
| 2000 | The X-Files               | 7         | "X-Cops"                         | 12       | 20 de febrero de 2000     | |
| 2000 | The X-Files               | 7         | "The Amazing Maleeni"            | 8        | 16 de enero de 2000       | Written by Gilligan & John Shiban & Frank Spotnitz                                                                           |
| 1999 | The X-Files               | 7         | "Millennium"                     | 4        | 28 de noviembre de 1999   | Guion de Gilligan & Frank Spotnitz                                                                                           |
| 1999 | The X-Files               | 7         | "Hungry"                         | 3        | 21 de noviembre de 1999   | |
| 1999 | The X-Files               | 6         | "Field Trip"                     | 21       | 9 de mayo de 1999         | Guion de Gilligan & John Shiban (historia por Frank Spotnitz)                                                                |
| 1999 | The X-Files               | 6         | "Three of a Kind"                | 20       | 2 de mayo de 1999         | Guion de Gilligan & John Shiban                                                                                              |
| 1999 | The X-Files               | 6         | "Monday"                         | 14       | 28 de febrero de 1999     | Guion de Gilligan & John Shiban                                                                                              |
| 1999 | The X-Files               | 6         | "Tithonus"                       | 10       | 24 de enero de 1999       | |
| 1998 | The X-Files               | 6         | "Dreamland II"                   | 5        | 6 de diciembre de 1998    | Guion de Gilligan & John Shiban & Frank Spotnitz Continuación de "Dreamland"                                                 |
| 1998 | The X-Files               | 6         | "Dreamland"                      | 4        | 29 de noviembre de 1998   | Guion de Gilligan, John Shiban & Frank Spotnitz                                                                              |
| 1998 | The X-Files               | 6         | "Drive"                          | 2        | 15 de noviembre de 1998   | |
| 1998 | The X-Files               | 5         | "Folie a Deux"                   | 19       | 10 de mayo de 1998        | |
| 1998 | The X-Files               | 5         | "Bad Blood"                      | 12       | 22 de febrero de 1998     | |
| 1998 | The X-Files               | 5         | "Kitsunegari"                    | 8        | 4 de enero de 1998        | Guion de Gilligan & Tim Minear                                                                                               |
| 1997 | The X-Files               | 5         | "Emily"                          | 7        | 14 de diciembre de 1997   | Guion de Gilligan, John Shiban & Frank Spotnitz Continúa de "Christmas Carol"                                                |
| 1997 | The X-Files               | 5         | "Christmas Carol"                | 6        | 7 de diciembre de 1997    | Guion de Gilligan, John Shiban & Frank Spotnitz                                                                              |
| 1997 | The X-Files               | 5         | "Unusual Suspects"               | 3        | 16 de noviembre de 1997   | |
| 1997 | The X-Files               | 4         | "Small Potatoes"                 | 20       | 20 de abril de 1997       | |
| 1997 | The X-Files               | 4         | "Memento Mori"                   | 14       | 9 de febrero de 1997      | Guion de Gilligan, Chris Carter, Frank Spotnitz & John Shiban Nominado a un premio Emmy                                      |
| 1997 | The X-Files               | 4         | "Leonard Betts"                  | 12       | 26 de enero de 1997       | Guion de Gilligan, John Shiban & Frank Spotnitz                                                                              |
| 1996 | The X-Files               | 4         | "Paper Hearts"                   | 10       | 15 de diciembre de 1996   | |
| 1996 | The X-Files               | 4         | "Unruhe"                         | 4        | 27 de octubre de 1996     | |
| 1996 | The X-Files               | 3         | "Pusher"                         | 17       | 23 de febrero de 1996     | |
| 1995 | The X-Files               | 2         | "Soft Light"                     | 23       | 5 de mayo de 1995         | |